# Abongile Tom
Abongile Tom (* 16. Dezember 1991) ist ein südafrikanischer Fußballschiedsrichter. Seit 2020 steht er auf der FIFA-Liste.

## Werdegang
Tom gab sein Debüt in der Premier Division, Südafrikas höchster Fußballliga im August 2018. Höhepunkte seiner nationalen Laufbahn waren Endspielleitungen in den beiden südafrikanischen Pokalwettbewerben: 2019 leitete er das Finale im Nedbank Cup zwischen den Kaizer Chiefs und TS Galaxy FC, 2023 war er Finalschiedsrichter beim Erfolg der Orlando Pirates über die Mamelodi Sundowns im MTN8. Im Jahr drauf amtierte Abongile erneut im Endspiel dieses Wettbewerbs und erneut gewannen die Pirates, diesmal jedoch gegen den Stellenbosch FC.
Zum Jahresbeginn 2020 wurde Tom durch den Südafrikanischen Fußballverband für die FIFA-Liste nominiert, was ihn zur Leitung internationaler Partien berechtigt. Seine erste nationale Begegnung pfiff er im September 2021 in der 1. Runde der CAF Champions League beim Spiel zwischen dem FC Platinum aus Simbabwe und Sagrada Esperança aus Angola. Im Jahr 2023 vertrat er sein Land zunächst bei der Afrikanischen Nationenmeisterschaft 2023, dann beim U-23-Afrika-Cup – zugleich das Qualifikationsturnier für Olympia 2024 – und schließlich gehörte er zum Schiedsrichteraufgebot der U-20-WM.
Für den Afrika-Cup 2024 wurde er ebenfalls nominiert und leitete dort 3 Spiele.